# Anders Danielsen Lie
Anders Danielsen Lie (Oslo, 1º gennaio 1979) è un attore norvegese.

## Vita privata
Figlio dell'attrice vincitrice del premio Amanda Tone Danielsen, ha conosciuto nel 2007 la modella Iselin Steiro, con cui si è sposato l'anno seguente. Insieme hanno due figli.

## Filmografia parziale
- Reprise, regia di Joachim Trier (2006)
- Skjult, regia di Pål Øie (2007)
- Oslo, 31. august, regia di Joachim Trier (2011)
- Fidelio, l'odyssée d'Alice, regia di Lucie Borleteau (2014)
- Questo sentimento estivo (Ce sentiment de l'été), regia di Mikhaël Hers (2015)
- Personal Shopper, regia di Olivier Assayas (2016)
- Rodin, regia di Jacques Doillon (2017)
- La notte ha divorato il mondo (La nuit a dévoré le monde), regia di Dominique Rocher (2018)
- 22 luglio (22 July), regia di Paul Greengrass (2018)
- La persona peggiore del mondo (Verdens verste menneske), regia di Joachim Trier (2021)
- Sull'isola di Bergman (Bergman Island), regia di Mia Hansen-Løve (2021)
- Sick of Myself (Syk pike), regia di Kristoffer Borgli (2022) - cameo
- Mothers' Instinct, regia di Benoît Delhomme (2024)
- Affeksjonsverdi, regia di Joachim Trier (2025)

## Doppiatori italiani
Nelle versioni in italiano dei suoi lavori, Anders Danielsen Lie è stato doppiato da:
- Emiliano Coltorti in 22 luglio, La persona peggiore del mondo, Sull'isola di Bergman
- Alessandro Vanni in Personal Shopper
- Gianluca Crisafi in La notte ha divorato il mondo
- Francesco Venditti in Mothers' Instinct